# Parc d'État Del Norte Coast Redwoods
Del Norte Coast Redwoods State Park est un parc d'État de Californie, aux États-Unis, et une composante des parcs nationaux et d'État de Redwood. La propriété couvre environ la moitié d'une forêt ancienne de séquoias côtiers ainsi que 12,8 kilomètres de littoral sauvage du Pacifique. Le parc a été considérablement agrandi en 2002 avec l'ajout de 10 117 hectares de Mill Creek. Créé à l'origine en 1925, le parc s'étend maintenant sur 126 kilomètres carrés (12 650 hectares). Le parc a été désigné comme faisant partie de la réserve de biosphère internationale des California Coast Ranges en 1983. 

## Galerie

Wilson Creek Beach
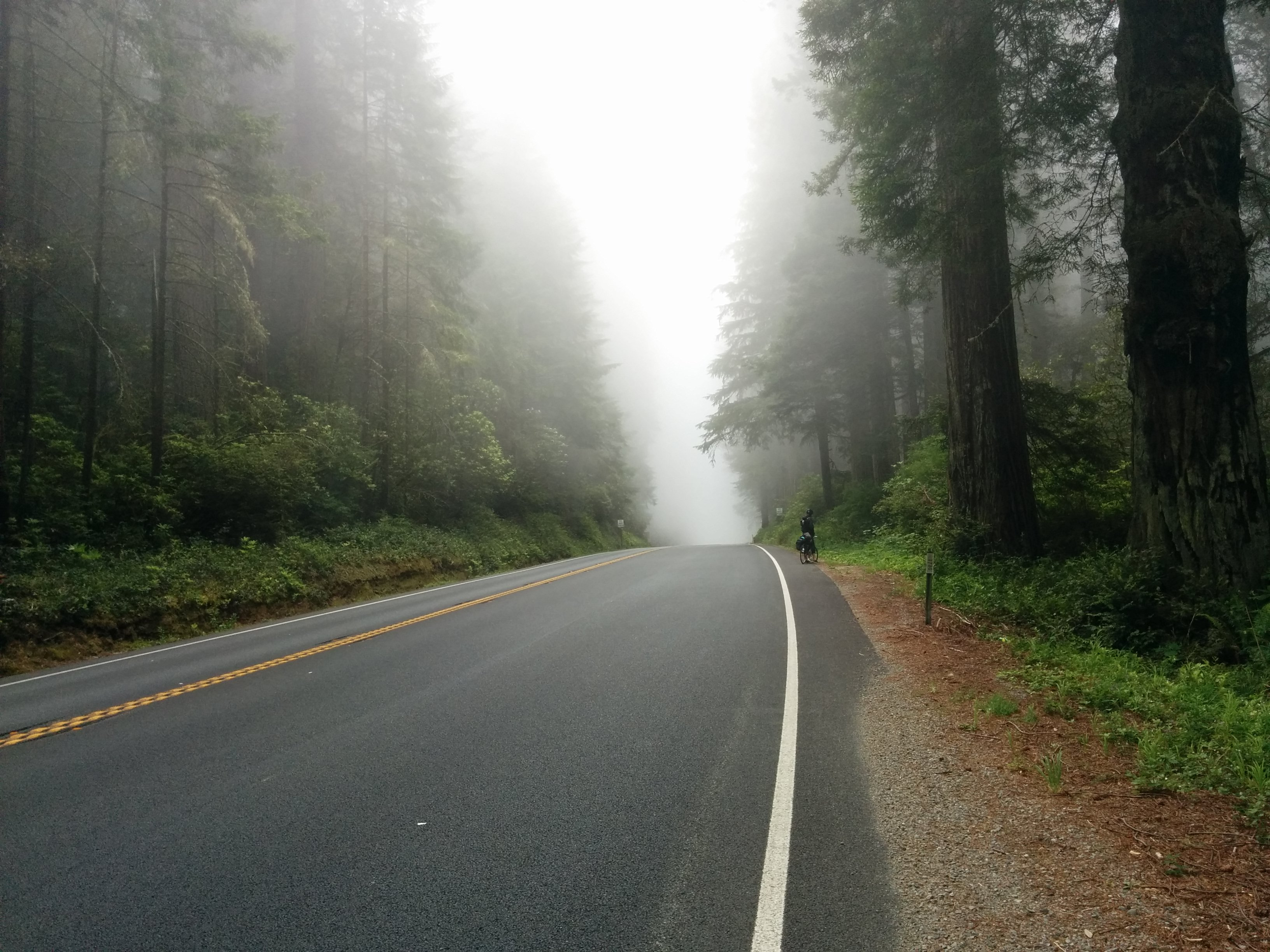
Route du parc
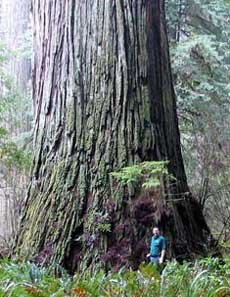
Redwood Titan
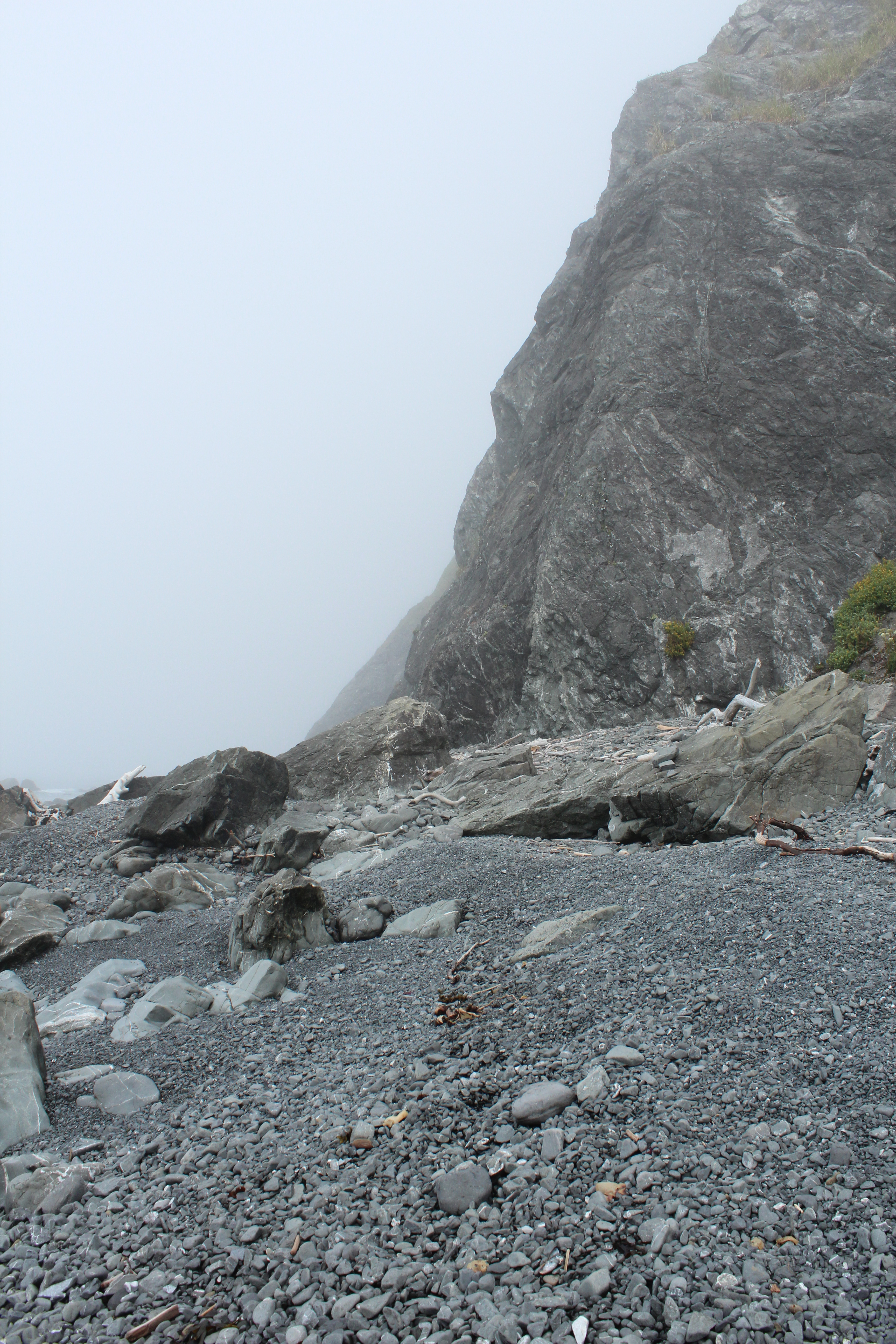
Côte sauvage
Howland Hill Road

## Voir également
- Liste des parcs d'État de Californie